# Dietersdorf am Gnasbach
Dietersdorf am Gnasbach est une ancienne commune autrichienne du district de Südoststeiermark en Styrie qui a été rattachée au bourg de Sankt Peter am Ottersbach le 1er janvier 2015.